# Гондурасско-никарагуанские отношения
Гондурасско-никарагуанские отношения — двусторонние дипломатические отношения  между Гондурасом и Никарагуа. Протяжённость государственной границы между странами составляет 940 км.

## История
В 1820-х и 1830-х годах гондурасский национальный герой Франсиско Морасан был видным лидером Соединённых провинций Центральной Америки, но его видение единой Центральной Америки не было реализовано из-за разногласий между пятью странами-членами: Коста-Рикой, Сальвадором, Гватемалой, Гондурасе и Никарагуа, каждая из которых стала независимой в 1838 году после распада федерации. В 1960-х годах был сформирован Центральноамериканский общий рынок, а в декабре 1960 года подписан Договор об интеграции в Центральной Америке лидерами Сальвадора, Гватемалы, Гондураса и Никарагуа, который вступил в силу в июне 1961 года.
В сентябре 1991 года в Сан-Сальвадоре прошла встреча президентов Гватемалы, Сальвадора и Гондураса, чтобы обсудить формирование Центральноамериканского парламента. Однако, в Никарагуа еще не были проведены выборы по избранию двадцати делегатов, которые каждая из стран-участниц должна направить в Центральноамериканский парламент. Это произошло из-за высоких расходов расходами на проведение специальных выборов, а также внутренними политическими причинами в Никарагуа. Три страны-участницы предоставили Никарагуа, Коста-Рике (которая еще не ратифицировала договор) и Панаме (которая выразила заинтересованность в присоединении к региональным интеграционным процессам) тридцать шесть месяцев для принятия необходимых мер для участия. В 1993 году состоялось проведения выборов в Центральноамериканский парламент с участием делегатов из Гватемалы, Сальвадора, Гондураса и Никарагуа, которые провели первое заседание в гватемальском городе Эскипуласе.
В 1993 году в Никарагуа вновь начался политический кризис, правительство президента Виолеты Чаморро пыталось добиться национального примирения между консерваторами и сандинистами. В северной части Никарагуа вновь стали создаваться подразделения Контрас, которые пользовались поддержкой со стороны никарагуанской и кубинской общин в Соединенных Штатах Америки. Воспоминания о событиях 1980-х годов заставили некоторых наблюдателей опасаться вспышки боевых действий на гондурасско-никарагуанской границе, а также последующего наплыва никарагуанских беженцев в Гондурас. Тем не менее, политические наблюдатели и большинство гондурасцев надеялись, что даже в случае начала гражданской войны в Никарагуа их страна продолжит следовать курсу, положенному в 1980-х годах, и продолжит укреплять свои демократические традиции.
В ноябре 1999 года между странами начался пограничный морской спор. Основанием для возникновения спора стал ратификация Гондурасом договора о Рамире-Лопес 1986 года, в соответствии с которым было признано право Колумбии на острова Сан-Андрес и Провиденсия в Карибском море. Никарагуа, которая претендует на территорию в размере 30 000 кв. км, была возмущена позицией Гондураса. Обе страны согласились передать спор на разрешение в Международный суд ООН. Организация американских государств (ОАГ) приняла меры для разрешения гондурасско-никарагуанского дипломатического кризиса, в том числе организовали поездку представителей на границу между Гондурасом и Никарагуа. В декабре 2001 года министры иностранных дел обеих стран подписали соглашение в штаб-квартире ОАГ по развитию трансграничной зоны. 15 февраля 2005 года, в рамках развития процесса по экономической интеграции стран Центральной Америки, Гондурас подписал соглашение с Никарагуа об упрощении таможенных процедур на границе между странами.